# Crosby, Stills, Nash and Young
Crosby, Stills & Nash (CSN) byla folkrocková superskupina složená z amerických zpěváků a skladatelů Davida Crosbyho a Stephena Stillse a anglicko-amerického zpěváka a skladatele Grahama Nashe. Když se k nim připojil kanadský zpěvák a skladatel Neil Young, vystupovali pod jménem Crosby, Stills, Nash & Young (CSNY). Jsou známí pro své propracované vokální harmonie a trvalý vliv na americkou hudbu a kulturu, svůj politický aktivismus a bouřlivé vztahy.
CSN vznikli v roce 1968 krátce poté, co spolu Crosby, Stills a Nash neformálně vystoupili a zjistili, že jejich hlasy dobře ladí. Crosby byl na konci roku 1967 požádán, aby opustil Byrds, Stillsova skupina Buffalo Springfield se rozpadla začátkem roku 1968 a Nash opustil svou skupinu the Hollies v prosinci. Na začátku roku 1969 podepsali nahrávací smlouvu s Atlantic Records. Jejich první album, Crosby, Stills & Nash (1969), přineslo hity v Top 40 – „Suite: Judy Blue Eyes“ a „Marrakesh Express“. Kvůli přípravám na turné trio přizvalo Younga, Stillseova bývalého kolegu z Buffalo Springfield, jako plnohodnotného člena, spolu s bubeníkem Dallasem Taylorem a baskytaristou Gregem Reevesem jako členy doprovodné kapely. Jako Crosby, Stills, Nash & Young vystoupili v srpnu na festivalu Woodstock.
První album kapely s Youngem, Déjà Vu, se v roce 1970 dostalo na první místo několika mezinárodních hitparád. Zůstává jejich nejprodávanějším albem – prodalo se ho více než osm milionů kopií – a přineslo hity „Woodstock“, „Teach Your Children“ a „Our House“. Druhé turné skupiny, z nějž vzniklo živé dvojalbum 4 Way Street (1971), bylo poznamenáno spory mezi Youngem a Taylorem, což vedlo k nahrazení Taylora bubeníkem Johnem Barbataem, a také napětím se Stillsem. Na konci turné se skupina rozpadla. Skupina se několikrát znovu sjednotila, někdy s Youngem, a vydala osm studiových a čtyři živá alba. Poslední studiové album CSN bylo Looking Forward z roku 1999 a aktivně koncertovali až do roku 2015. Crosby zemřel v roce 2023.
Crosby, Stills & Nash byli uvedeni do Rock and Roll Hall of Fame v roce 1997 a všichni tři členové byli uvedeni i za své působení v jiných skupinách: Crosby za Byrds, Stills za Buffalo Springfield a Nash za Hollies. Young byl také uveden jako sólový umělec a jako člen Buffalo Springfield.

## Historie
Zrod původního tria, David Crosby, Stephen Stills a Graham Nash, se odvozuje od dvou rockových skupin 60. let, Byrds a The Hollies, a zániku třetí, Buffalo Springfield. Ve skupině Byrds byly třenice mezi Davidem Crosbym a ostatními členy skupiny a tak Crosby od Byrds na podzim 1967 odešel.
Začátkem roku 1968 se skupina Buffalo Springfield potýkala s personálními problémy a po tom, co se jim podařilo dokončit poslední album Last Time Around Stephen Stills ze skupiny odešel a zůstal nezaměstnaný. Začal se s Crosbym nezávazně stýkat a vysledkem jednoho jammování na Crosbyho floridském škuneru byla píseň „Wooden Ships“, složená za spolupráce s dalším hostem, jímž byl Paul Kantner.
Graham Nash byl Crosbymu představen, když Byrds byli na turné po Spojeném království v roce 1966. Když se v roce 1968 odvážili Hollies vydat do Kalifornie, Nash využil svých známostí s Crosbym. Nash požádal Stillse a Crosbyho aby zahráli Stillsovu novou píseň „You Don't Have To Cry“ a Nash improvizoval druhý harmonický part. Výsledkem bylo zjištění, že vokály souznějí v dokonalé harmonii.
Nash se rozhodl skončit u Hollies a spojit svůj osud s Crosbym a Stillsem. Po neúspěchu u Apple Records se rozhodli podepsat smlouvu u Atlantic Records Ahmeta Ertegüna, který byl fanouškem Buffalo Springfield a byl nespokojený se zánikem této skupiny.
První album Crosby, Stills & Nash bylo vydáno v květnu 1969 a hned se stalo hitem.

### Příchod Neila Younga
Taylor původně chtěl najmout hráče na klávesové nástroje a Stills navrhoval Steve Winwooda, který odmítl. Šéf Atlantic Records, Ahmet Ertegün, navrhl kanadského zpěváka a písničkáře Neila Younga.

## Sestava
- David Crosby – kytara, zpěv (14. 8. 1941 – 19. 1. 2023)
- Stephen Stills – zpěv, basová kytara, klávesy – (* 30. 1. 1945)
- Graham Nash – kytara, zpěv (* 2. 2. 1942)
- Neil Young – kytara, zpěv, klávesy (* 12. 11. 1945)

## Nejznámější skladby
- „Suite: Judy Blue Eyes“ z alba Crosby, Stills & Nash
- „Marrakesh Express“ z alba Crosby, Stills & Nash
- „Wooden Ships“ z alba Crosby, Stills & Nash
- „Long Time Gone“ z alba Crosby, Stills & Nash
- „Helplessly Hoping“ z alba Crosby, Stills & Nash
- „Teach Your Children“ z alba Déjà Vu
- „Woodstock“ z alba Déjà Vu
- „Our House“ z alba Déjà Vu
- „Carry On“ z alba Déjà Vu
- „Helpless“ z alba Déjà Vu
- „Ohio“ z alba So Far
- „Just a Song Before I Go“ z alba CSN
- „Southern Cross“ z alba Daylight Again
- „Wasted on the Way“ z alba Daylight Again

## Diskografie

### Crosby, Stills, & Nash (and Young)
- Crosby, Stills & Nash, Atlantic 1969, US #6
- Déjà Vu, Atlantic 1970 *, US #1
- Four Way Street, Atlantic 1971 *, US #1
- So Far, Atlantic 1974 (compilation) *, US #1
- CSN, Atlantic, 1977, US #2
- Replay, Atlantic 1980 (compilation; out of print), US #122
- Daylight Again, Atlantic 1982, US #8
- Allies, Atlantic 1983 (out of print), US #43
- American Dream, Atlantic 1988 *, US #16
- Live It Up, Atlantic 1990, US #57
- CSN (box set), Atlantic 1991 (compilation), US #109
- After The Storm, Atlantic 1994, US #98
- Carry On, WEA 1998 (compilation)
- Looking Forward, Reprise 1999 *, US #26
- Greatest Hits, Rhino 2005 (compilation), US #24

(* s Neil Youngem)